# Chevroches
Chevroches är en kommun i departementet Nièvre i regionen Bourgogne-Franche-Comté i de centrala delarna av Frankrike. Kommunen ligger i kantonen Clamecy som tillhör arrondissementet Clamecy. År 2022 hade Chevroches 114 invånare.

## Befolkningsutveckling
Antalet invånare i kommunen Chevroches
| Referens: INSEE |